# لون حقيقي
اللون الحقيقي (بالإنجليزية: Truecolor)‏ هي تقنية لتمثيل وتخزين الصور (وخاصة الصور الرقمية) في فضاء الألوان أحمر أخضر أزرق بحيث أنه يكون من الممكن إظهار طيف واسع من الألوان والظلال في الصورة.
عادة يتم تعريف اللون الحقيقي على أنه دمج لـ 256 طيف لكل لون من الألوان الثلاثة (أحمر، أخضر، أزرق) بمجموع ألوان لا يقل عن 16.777.216 لون مختلف.